# Johanna von Orleans (1999)
Johanna von Orleans (Originaltitel The Messenger: The Story of Joan of Arc) ist ein französischer Historienfilm aus dem Jahre 1999, welcher auf der Lebensgeschichte der Jeanne d’Arc basiert. Regie führte Luc Besson. Hauptdarstellerin ist Milla Jovovich.

## Handlung
Der gesamte Film umfasst eine Zeitspanne von elf Jahren. Er beginnt 1420 in Domrémy als Jeanne acht Jahre alt ist, macht jedoch relativ früh einen Zeitsprung von ca. zehn Jahren, womit sich der Ort des Geschehens auf Orléans und Paris verlagert. Der fiktive Einstieg in Jeannes Kindheit dient dazu, ihre Motivation für die nachfolgenden wichtigen Ereignisse im Film aufzuzeigen. Mit dem Tod auf dem Scheiterhaufen am 30. Mai 1431 endet der Film. 
Einleitung:
Nach einer den historischen Kontext und geografischen Raum darlegenden Einblendung setzt der Film 1420 in Jeannes Kindheit ein. Die Achtjährige hat zum ersten Mal Visionen, die sie aber noch nicht deuten kann. Das Miterleben der Vergewaltigung und Ermordung ihrer älteren Schwester durch plündernde, englische Soldaten ist wegweisend für ihre spätere Mission.
Vorsprechen beim König:
Im Jahr 1429 reitet die mittlerweile 17-jährige Jeanne zum Dauphin, Charles de Valois, um ihm ihre göttliche Botschaft zu übermitteln. Die Aussicht auf die Königskrone, aber insbesondere die rational kalkulierten Überlegungen der Schwiegermutter sind ausschlaggebend dafür, dass der Dauphin dem Bauernmädchen aus Lothringen Vertrauen schenkt.
Kriegszug gegen die Engländer – Sieg bei Orléans:
Mit der gewünschten Armee zieht Jeanne in Rüstung und mit Banner in die strategisch bedeutende Stadt Orléans. Die Engländer missachten Jeannes Warnungen und verspotten sie. Auch von den eigenen Feldherren genießt die Jungfrau anfangs noch keinen Respekt. Doch in der Schlacht wird klar, dass nur ihre Person – nun mit kurzen Haaren – die Truppen befähigt, gegen die englische Besatzungsmacht anzukämpfen. Wie durch ein Wunder überlebt sie einen Pfeilschuss in Herznähe und erringt trotz schwerer Verletzung einen Sieg. Ihre Glaubwürdigkeit steigt. Umgeben von Gewalt und Toten wird sie jedoch von Erinnerungen an die Ermordung ihrer Schwester eingeholt und immer wieder von schweren Gewissensbissen geplagt. Die Neuformation der Engländer zerschlägt sie einem Wunder gleich mit Worten und bewegt sie zum Rückzug.
Königskrönung:
Jeanne wird vom Volk gefeiert und der Dauphin mit viel Prunk und großem Aufwand zum König von Frankreich (Charles VII.) gekrönt. Die französische Monarchie ist gerettet und Jeannes Mission in den Augen des Königshauses erfüllt.
Schlacht bei Paris – Niederlage:
Jeanne kann jedoch nicht aufgeben. Die Engländer sind immer noch im Land und zu viele Menschen leiden Not. Vergeblich versucht sie mit einigen wenigen Soldaten Paris zurückzuerobern. Die versprochene Verstärkung trifft nicht ein. Selbst Jeannes treue Gefolgsleute sehen die aussichtslose Lage ein und wollen nicht mehr weiterkämpfen. Das Königshaus, insbesondere Jolanda von Aragón, schmiedet derweil Pläne, wie man das Bauernmädchen wieder loswerden kann.
Gefangennahme:
Bei der Schlacht von Compiègne gefangen genommen, wird Jeanne schließlich an die Engländer verkauft. Das Geld, welches vom Volk für ihre Befreiung zusammentragen werden konnte, ist verschwunden.
Verhör und Verbrennung auf dem Marktplatz:
Jeanne muss sich dem Gericht stellen und erscheint in Frauenkleidern vor dem Bischof von Beauvais. Sie beharrt auf der Beichte und verweigert Antworten auf Fragen bezüglich Charles VII. In ihrer dunklen Zelle erscheint ihr immer wieder Gott, beziehungsweise ihr Gewissen, welches sie schwer prüft. Dem Wahnsinn nahe, unterschreibt sie schließlich ein Dokument, das ihre göttlichen Visionen leugnet. Jeanne verlangt umgehend den Widerruf und landet erneut im Gefängnis, wo sie zum Tragen von Männerkleidern gezwungen wird. Der Bischof, als Zeuge dieser Rückfälligkeit herbeigerufen, verweigert Jeanne die versprochene Beichte. Diese nimmt ihr schließlich Gott/das Gewissen ab. Innerlich im Frieden, wird sie am 30. Mai 1431 auf dem Marktplatz verbrannt.

## Zum Inhalt
Außenräume:
Der Film „Johanna von Orléans“ spielt mehrheitlich im Freien, was sowohl mit der Herkunft Jeannes als auch mit dem zentralen Ereignis des Filmes, der Schlacht bei Orléans, zusammenhängt. Der Außenraum steht für die einfache Herkunft Jeannes und ihre Liebe zu Gott. Zudem bietet er Platz für die notwendige Dynamik und Bewegung der Schlachten. Neben dem Schlachtfeld kommen auch dem Wald und dem Marktplatz als typische mittelalterliche Außenräume Bedeutung zu.
Innenräume:
Die Innenräume sind eher statisch, geben jedoch die Informationen, die zum Verstehen der Geschehnisse in den Außenräumen von großer Wichtigkeit sind. Sie sind größtenteils mit Macht und Reichtum verbunden. Die großen Unterschiede zwischen einfachem Dorfhaus und Burg verdeutlichen Jeannes Grenzüberschreitung(en). Der wichtigste Innenraum ist die Burg des Dauphins, wobei nicht die Burg als Ganzes, sondern jeweils gewisse Räume (Festsaal, Gemach) im Zentrum stehen. Weitere handlungsrelevante Innenräume sind zahlreiche Kirchen, die im Film vorkommen und Jeannes Religiosität und Gottesfürchtigkeit betonen.

### Erzählstruktur
Der Film verläuft chronologisch mit einem Unterbruch, respektive Zeitsprung von elf Jahren. Es gibt eine Rückblende vor dem Sturm der Tourelle, in der Jeanne die Ermordung ihrer Schwester noch einmal erlebt. Der Film lebt von schnellen Schnitten und abrupten Szenenwechseln, die möglicherweise einen stärker werdenden Wahnsinn Jeannes andeuten sollen.

### Handlungselemente
Zu den wichtigsten Handlungselementen gehören Jeannes Visionen, die Beratungen über das Einspannen Jeannes durch den Hof von Charles für die politischen Zwecke und Interessen von Charles (welche nicht unbedingt mit den Interessen Frankreichs völlig identisch sind), die Begeisterung der Soldaten und Massen für die „Heilsbringerin“ Jeanne, die Opferbereitschaft und der Mut von Jeanne und ihrer Gefolgschaft, die Schlacht bei Orléans, Charles Königskrönung in Reims, das Fallenlassen von Jeanne durch den Königshof (oder, wenn man es härter ausdrücken will, der königliche Verrat an Jeanne), die Zwiesprache Jeannes mit ihrem „Gewissen“ (wobei es auch möglich ist, dass das Gewissen eigentlich Gott, Satan oder Wahnvorstellungen sein könnten), die Gewissenskonflikte des anklagenden Klerus, sowie das abschließende Verhör einschließlich der gegen die Anklage vorgebrachten Verteidigung.

### Konfliktsituationen
Konflikte ergeben sich unter anderem zwischen folgenden Formationen:
- adlige Herrscher – Bauern (Jeanne als Bauernmädchen)
- England – Frankreich
- Mann – Frau (Frau in Männerkleidern, Männerrolle)
- Religiosität – Krieg
- Klerus – weltliche Herrscher
- Idealismus – Opportunismus, eigennütziges Machtstreben und politisches Kalkül
- Berufsarmee und Söldnerarmee der Besatzungsarmee der Engländer – großenteils aus Freiheitswillen gegen die Besatzung kämpfende Volksarmee der Franzosen
- unangepasstes Denken und Aufrichtigkeit – Vorwurf der Ketzerei
- außergewöhnliche Leistungen – Vorwurf der Hexerei

## Historischer Hintergrund

### Gesellschaftsordnung
Im vom Krieg gebeutelten und weitgehend von raubenden, mordenden, vergewaltigenden und brandschatzenden englischen Soldaten besetzten Frankreich ging im Volk eine Prophezeiung oder Legende einer Jungfrau aus Lothringen um, welche Frankreich bzw. die französische Monarchie retten werde. Der Dauphin von Frankreich – eine zaudernde, zögerliche, unsichere, meist Rat suchende, schwache Führungspersönlichkeit – sah sich dem erst wenige Monate alten Heinrich VI., sowie dessen starker Mutter (Charles Schwester, die im Film nicht erwähnt wird, für das Verständnis der Situation aber von großer Wichtigkeit ist) gegenüber. Mitten in diesen Machtkämpfen um die Krone Frankreichs erschien Jeanne, ein Bauernmädchen aus Lothringen. Auf Geheiß Jolandas von Aragón – der rational kalkulierenden Schwiegermutter von Charles – zog Jeanne in den Krieg, befreite einige Gebiete (unter anderem die an der Loire strategisch wichtige gelegene Stadt Orleans) von den englischen Besatzungstruppen und verhalf mittels ihrer militärischen Erfolge dem Dauphin zur „gottgewollten“ Krönung, womit Frankreich wieder einen König hatte. Die durch die Krönung zugunsten von Charles etablierten Machtverhältnisse drohten durch die charismatische Jeanne aber wieder ins Ungleichgewicht zu geraten. Charles war nun König, und Jeannes göttliche Visionen waren für den Königshof nach eigener Einschätzung nun nicht mehr von politischem Wert, sondern im Hinblick auf die eigene königliche Macht gefährlich oder gar destabilisierend. Der Königshof entzog Jeanne zunächst militärische und finanzielle Unterstützung. Jeannes Macht und ihr Einfluss sanken daraufhin schnell. Sie wurde schließlich sogar an ihre Feinde ausgeliefert und verurteilt. Ihre ersten Richter, die zumindest teilweise gottesfürchtige Kleriker waren, fürchteten sich davor, einen Fehler zu begehen, und zwar zumindest teilweise auch deshalb, weil sie nicht Gottes Strafe erfahren wollten. Anfänglich eher gutmütig, verloren sie mit der oft selbstbewusst auftretenden Jeanne schließlich die Geduld und lieferten sie, wie sowohl von den Engländern, als auch von den Burgundern, als auch insgeheim von Charles Königshof gewollt, schließlich (während der Königshof von Charles gegenüber der Öffentlichkeit seine Hände in Unschuld waschen konnte) an feindliche weltliche Machthaber, und zwar an die mit den Engländern verbündete Burgunder, aus, welche nicht lange zögerten und Jeanne aus der Welt schafften. Nachdem die Engländer bereits längere Zeit Jeanne beschuldigt hatten, eine Hexe zu sein, machten sich nun auch die Burgunder den gegen Jeanne erhobenen Vorwurf der Hexerei oder jedenfalls zumindest der Ketzerei zu eigen. Zu groß ist die Schmach, die Gefahr, die von Jeanne ausgeht und vor allem die Grenzüberschreitung, welche das Bauernmädchen im 15. Jh. mit dem Tragen von Männerkleidern und dem Anführen eines Heeres beging.